# Campos de Esperanza
Campos de Esperanza (Sorstalanság en húngaro) es una película dirigida por Lajos Koltai y estrenada en el 2005. Está basada en la novela semibiográfica Sin destino escrita por Imre Kertész, ganador del premio Nobel de Literatura en 2002, que también escribió el guion. 
La música de la película fue compuesta por Ennio Morricone y una de sus canciones es interpretada por Lisa Gerrard excantante del grupo Dead Can Dance. La película no sólo es una de las producciones más costosas hechas en Hungría (pues costó cerca de $12 millones de dólares), pero también una de las producciones de mayor éxito.
En 2005 fue exhibida en Hungría y en Alemania (en el Festival Internacional de Cine de Berlín), en el Telluride Film Festival en Telluride (Colorado) y en el Festival Internacional de Cine de Toronto.

## Sinopsis
La película narra la devastadora historia de Gyorgy "Gyurka" Koves (Marcell Nagy), un chico judío de 14 años que vive en Hungría cuando las avanzadas nazis comienzan a arrasar el país. Su padre, (Janos Ban) es despojado de su negocio y luego enviado a un lejano campo de concentración. Gyurka acepta la petición de su padre de velar por su madrastra mientras él está lejos. Sin embargo, al viajar en un autobús es detenido por la policía, enviado a Auschwitz y transferido luego a Buchenwald y finalmente a Zeitz. En cada lugar es testigo de los grandes horrores del Holocausto y de diferentes variedades de tortura, hasta que sus emociones comienzan a desaparecer.